# Futbolo Klubas Atlantas 2014
Questa voce raccoglie le informazioni riguardanti il Futbolo Klubas Atlantas nelle competizioni ufficiali della stagione 2014.

## Stagione
Nella stagione 2014 il FK Atlantas ha disputato la A Lyga, massima serie del campionato lituano di calcio, terminando il torneo al terzo posto con 65 punti conquistati in 36 giornate, frutto di 19 vittorie, 8 pareggi e 9 sconfitte, qualificandosi alla UEFA Europa League 2015-2016. Nell'autunno 2014 è sceso in campo a partire dal quarto turno della Lietuvos Taurė 2014-2015, raggiungendo e perdendo la finale del torneo, che ebbe il suo epilogo nella stagione 2015. Sempre nell'autunno 2014 ha partecipato alla UEFA Europa League: al primo turno preliminare eliminò in rimonta i lussemburghesi del Differdange, mentre al secondo turno preliminare venne eliminato dai kazaki dello Shakhter Karagandy.

## Rosa
| N. |                     | Ruolo | Calciatore            |
| -- | ------------------- | ----- | --------------------- |
| 1  | Lituania (bandiera) | P     | Mindaugas Malinauskas |
| 6  | Lituania (bandiera) | C     | Andrius Bartkus       |
| 7  | Lituania (bandiera) | A     | Evaldas Razulis       |
| 8  | Lituania (bandiera) | C     | Gediminas Kruša       |
| 9  | Lituania (bandiera) | A     | Donatas Kazlauskas    |
| 10 | Lituania (bandiera) | C     | Marius Papšys         |
| 11 | Lituania (bandiera) | C     | Tadas Eliošius        |
| 12 | Lituania (bandiera) | P     | Edvinas Gertmonas     |
| 13 | Lituania (bandiera) | C     | Donatas Navikas       |
| 14 | Lituania (bandiera) | C     | Skirmantas Rakauskas  |
| 15 | Lituania (bandiera) | C     | Julius Kasparavičius  |
| 17 | Lituania (bandiera) | D     | Markas Beneta         |
| 18 | Lituania (bandiera) | D     | Andrius Jokšas        |
| 19 | Lituania (bandiera) | C     | Dovydas Virkšas       |
| 20 | Lituania (bandiera) | D     | Kazimieras Gnedojus   |

| N. |                     | Ruolo | Calciatore          |
| -- | ------------------- | ----- | ------------------- |
| 21 | Lituania (bandiera) | A     | Lukas Baranauskas   |
| 22 | Lituania (bandiera) | P     | Mantas Galdikas     |
| 23 | Lituania (bandiera) | D     | Rolandas Baravykas  |
| 26 | Lettonia (bandiera) | D     | Antons Jemeļins     |
| 28 | Lituania (bandiera) | A     | Karolis Laukžemis   |
| 29 | Russia (bandiera)   | C     | Jurij Kirillov      |
| 31 | Lituania (bandiera) | D     | Zigmantas Jesipovas |
| 33 | Lituania (bandiera) | D     | Marius Kazlauskas   |
| 34 | Russia (bandiera)   | A     | Maksim Maksimov     |
| 35 | Lituania (bandiera) | D     | Edgaras Žarskis     |
| 40 | Lituania (bandiera) | P     | Osvaldas Kniukšta   |
| 45 | Lituania (bandiera) | C     | Edgaras Ditmonas    |
| 74 | Lituania (bandiera) | C     | Ovidijus Verbickas  |
| 77 | Lituania (bandiera) | C     | Gerardas Žukauskas  |
| 99 | Lituania (bandiera) | A     | Rokas Krušnauskas   |

## Risultati

### UEFA Europa League

#### Primo turno preliminare
| Arbitro: | Enea Jorgij |

|              |           |  |
| Er Rafik 87’ | Marcatori |  |

| Arbitro: | Ken Henry Johnsen |

|                                             |           |             |
| Gnedojus 10’ Papšys 62’ (rig.) Maksimov 89’ | Marcatori | 81’ Caillet |

#### Secondo turno preliminare
| Klaipėda 17 luglio 2014, ore 18:00 UTC+3 Andata | Atlantas      | 0 – 0 referto | Shahter Qaraǵandy | Klaipėdos centrinis stadionas\| Arbitro: \| Ognjen Valjić \| |
| Arbitro:                                        | Ognjen Valjić |               |                   |                                                              |

| Arbitro: | Dumitru Muntean |

|                                             |           |  |
| Topčagić 46’ Qonısbayev 61’ Mýrtazaev 90+3’ | Marcatori |  |

## Statistiche

### Statistiche di squadra
| Competizione                 | Punti | In casa | In casa | In casa | In casa | In casa | In casa | In trasferta | In trasferta | In trasferta | In trasferta | In trasferta | In trasferta | Totale | Totale | Totale | Totale | Totale | Totale | DR  |
| Competizione                 | Punti | G       | V       | N       | P       | Gf      | Gs      | G            | V            | N            | P            | Gf           | Gs           | G      | V      | N      | P      | Gf     | Gs     | DR  |
| ---------------------------- | ----- | ------- | ------- | ------- | ------- | ------- | ------- | ------------ | ------------ | ------------ | ------------ | ------------ | ------------ | ------ | ------ | ------ | ------ | ------ | ------ | --- |
| A Lyga                       | 65    | 18      | 12      | 3       | 3       | 45      | 12      | 18           | 7            | 5            | 6            | 31           | 24           | 36     | 19     | 8      | 9      | 76     | 36     | +40 |
| Lietuvos Taurė 2014-2015     | -     | 1       | 1       | 0       | 0       | 3       | 0       | 2            | 2            | 0            | 0            | 7            | 1            | 3      | 3      | 0      | 0      | 10     | 1      | +9  |
| UEFA Europa League 2014-2015 | -     | 2       | 1       | 1       | 0       | 3       | 1       | 2            | 0            | 0            | 2            | 0            | 4            | 4      | 1      | 1      | 2      | 3      | 5      | -2  |
| Totale                       | -     | 21      | 14      | 4       | 3       | 51      | 13      | 22           | 9            | 5            | 8            | 38           | 29           | 43     | 23     | 9      | 11     | 89     | 42     | +47 |